# Alberto Galateo
Alberto Galateo (Santa Fe, 4 de março de 1913 - 26 de fevereiro de 1961) foi um futebolista argentino que competiu na Copa do Mundo FIFA de 1938, realizada na Itália.
Em 26 de fevereiro de 1961, Galateo, que sofria com problemas com álcool, agredia sua esposa e chegou a ameaçá-la com uma faca, até que, o seu filho mais velho, David José, sai em defesa da mãe e acerta o jogador com um tiro.